# Erribera
Die Comarca Erribera ist eine der 14 Comarcas in der autonomen Gemeinschaft Navarra.
Die im Süden gelegene Comarca umfasst 19 Gemeinden auf einer Fläche von 1.330,29 km².

## Gemeinden
| Gemeinde         | Einwohner (2024) | Fläche km² | Dichte Einw./km² | Cod INE | Postleitzahl |
| ---------------- | ---------------- | ---------- | ---------------- | ------- | ------------ |
| Ablitas          | 2.669            | 77,48      | 34               | 31006   | 31523        |
| Arguedas         | 2.303            | 66,93      | 34               | 31032   | 31513        |
| Barillas         | 238              | 2,90       | 82               | 31048   | 31523        |
| Buñuel           | 2.315            | 36,38      | 64               | 31057   | 31540        |
| Cabanillas       | 1.376            | 35,66      | 39               | 31062   | 31511        |
| Cascante         | 4.131            | 62,93      | 66               | 31068   | 31520        |
| Castejón         | 4.473            | 18,07      | 248              | 31070   | 31590        |
| Cintruénigo      | 8.333            | 37,34      | 223              | 31072   | 31592        |
| Corella          | 8.712            | 81,35      | 107              | 31077   | 31591        |
| Cortes           | 3.160            | 36,54      | 86               | 31078   | 31530        |
| Fitero           | 2.222            | 43,23      | 51               | 31105   | 31593        |
| Fontellas        | 1.022            | 22,26      | 46               | 31106   | 31512        |
| Fustiñana        | 2.451            | 66,91      | 37               | 31108   | 31510        |
| Monteagudo       | 1.085            | 10,84      | 100              | 31173   | 31522        |
| Murchante        | 4.239            | 13,22      | 321              | 31176   | 31521        |
| Ribaforada       | 3.701            | 28,95      | 128              | 31208   | 31550        |
| Tudela           | 38.685           | 215,06     | 180              | 31232   | 31500        |
| Tulebras         | 155              | 3,81       | 41               | 31233   | 31522        |
| Valtierra        | 2.464            | 50,27      | 49               | 31249   | 31514        |
| Comarca Erribera | 93.734           | 1.330,29   | 70               | –       | –            |

Auf dem Gebiet der Comarca befinden sich noch das gemeindefreie Gebiete (Comunidades) Bardenas Reales auf einer Fläche von 420,16 km².